# Antennommata
Antennommata is een kevergeslacht uit de familie van de boktorren (Cerambycidae). De wetenschappelijke naam van het geslacht werd voor het eerst geldig gepubliceerd in 2010 door Clarke.

## Soorten
Antennommata is monotypisch en omvat slechts de volgende soort:
- Antennommata costata Clarke, 2010